# Exomis
Exomis es un género de plantas herbáceas con cuatro especies pertenecientes a la familia Amaranthaceae.

## Taxonomía
El género fue descrito por Fenzl ex Moq. y publicado en Chenopodearum Monographica Enumeratio 49. 1840. La especie tipo es:  Exomis axyrioides Fenzl ex Moq. 

## Especies
| - Exomis albicans - Exomis atriplicioides - Exomis microphylla |